# Distretto di Mae Ai
Mae Ai (in thai แม่อาย) è un distretto (amphoe) situato nella provincia di Chiang Mai, in Thailandia.

## Storia
Il distretto minore (king amphoe) di Mae Ai fu fondato il 15 agosto 1967, con l'unione dei tambon Mae Ai, Mae Sao e Mae Na Wang, precedentemente separati dal distretto di Fang. Fu promosso a distretto il 28 giugno 1973.

## Geografia
I distretti confinanti sono Fang, Mae Fa Luang, Mueang Chiang Rai, Mae Suai e lo Stato Shan della Birmania.
Vi sono presenti fiumi importanti, come il Kok e il Fang.

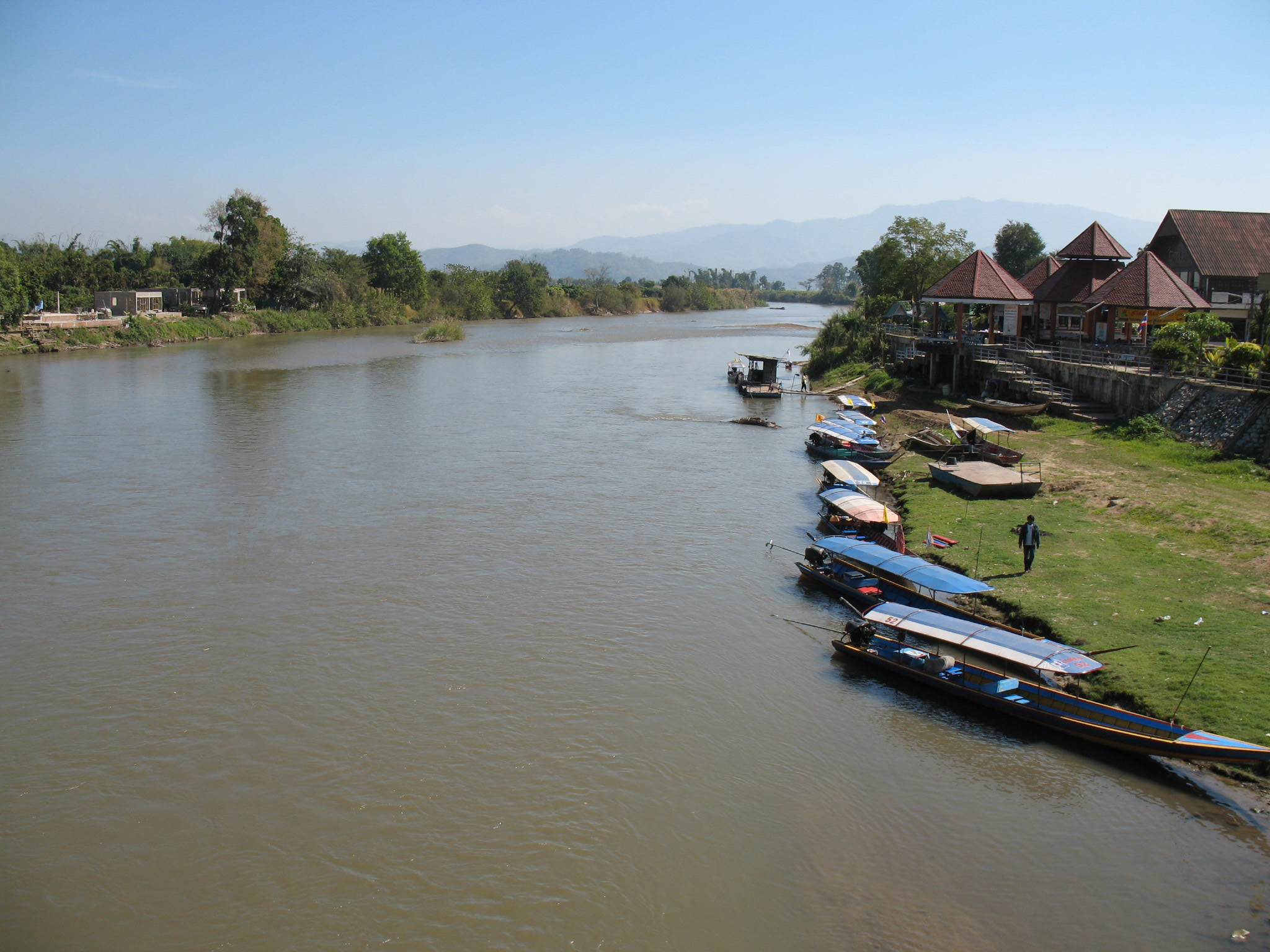
Il tratto del fiume Kok presente nel distretto

## Amministrazione
Il distretto Mae Ai è diviso in 7 sotto-distretti (tambon), che sono a loro volta divisi in 93 villaggi (muban).
| n° | Nome                  | Villaggi | Abitanti |
| -- | --------------------- | -------- | -------- |
| 1  | Mae Ai (แม่อาย)        | 13       | 9.699    |
| 2  | Mae Sao (แม่สาว)       | 16       | 12.020   |
| 3  | San Ton Mue (สันต้นหมื้อ) | 12       | 6.348    |
| 4  | Mae Na Wang (แม่นาวาง) | 17       | 14.206   |
| 5  | Tha Ton (ท่าตอน)       | 15       | 19.902   |
| 6  | Ban Luang (บ้านหลวง)   | 10       | 7.215    |
| 7  | Malika (มะลิกา)        | 10       | 4.285    |